# Лазоревая птица
Лазоревая птица (лат. Grandala coelicolor) — азиатский вид воробьинообразных птиц из семейства дроздовых (Turdidae), выделяемый в монотипический род Grandala. Этот вид распространён от северо-западных Гималаев восточнее до Бутана, а также в центральном Китае; зимой птицы расселяются на юг до севера Мьянмы. 

## Описание
Длина тела — 20,5—23 см, масса от 38 до 52 г. Выражен половой диморфизм. Взрослые самцы блестящего тёмно-синего цвета; уздечка, крылья, хвост, клюв и ноги черноватые.  Взрослые самки коричневато-серого цвета, с легким голубоватым оттенком на надхвостье, беловатыми прожилками на голове и до мантии и нижней части тела, ярким белым пятном у основания маховых перьев. Молодые птицы оперением похожи на самок, но не имеют голубоватого оттенка на надхвостье и верхних кроющих перьях хвоста.
Обычно птицы издают звуки «дью-и» и «дьюви».

## Образ жизни
Лазоревая птица встречается намного выше линии деревьев на высоте от 3900 до 5500 м над уровнем моря, на усыпанных валунами альпийских лугах или горных лугах, горных хребтах над зоной карликовых кустарников. Зимой иногда встречается на несколько более низких высотах между 3000 и 4300, реже до 2000 м на склонах и горных хребтах; зимой птицы расселяются на юг до севера Мьянмы. 
Пища состоит из насекомых и ягод, кормятся в основном на земле. Осенью в рацион добавляются фрукты.
Сезон размножения с мая по июль. Гнездо в форме чаши построено в уступах крутых утесов, состоит из сухой травы и выстлано мхом и перьями. Кладка состоит из двух яиц с красно-коричневыми пятнами на зеленовато-белом фоне и пурпурными пятнами.